# サバ地震
サバ地震（サバじしん）は、2015年6月5日、マレーシア・サバ州ラナウで発生したマグニチュード5.9ないし6.0の地震である。
震央の北十数kmに位置するキナバル山（標高4095m）で広範囲に地すべりや落石が発生し、6月6日未明までに登山客174人が徒歩などで下山したが、そのうち26人が負傷して手当てを受けた。また、救助活動が行われたが、18人の死亡が確認された。

## 死者数・負傷者数
|                | 死者数 | 負傷者数 | 備考 |
| シンガポール   | 10     |          |      |
| マレーシア     | 6      |          |      |
| フィリピン     | 1      |          |      |
| 中華人民共和国 | 1      |          |      |
| 日本           | 1      |          |      |
| 合計           | 18     | 26       |      |